# 田村育子
田村 育子（たむら いくこ、1978年9月24日 - ）は、日本の元陸上競技選手。専門は中距離走。元1500m日本記録保持者。元1マイル走日本最高記録保持者。

## 経歴
香川県出身。香川県立高松商業高等学校卒業。現役時代は、藤田信之監督が率いるワコール、グローバリーに所属していた。
1998年秋、解任された藤田に従いワコールを退社し、京都市内のアパートで野口みずきと共同生活を送り、失業保険をもらいながら職業安定所に通う日々を過ごす。1999年春に藤田・真木和・野口らとともにグローバリー所属となる。
2000年、日本選手権で1500mに出場し優勝。2001年、日本選手権で1500mに出場し優勝。2連覇を達成した。2002年日本選手権で1500mに出場し優勝。3連覇を達成した。またこの年には、1500mで4分10秒39の日本新記録を樹立、1マイル走でも4分34秒81のアジア最高記録、日本最高記録を樹立した。
2002年の釜山アジア競技大会代表選手に選出されたが、左脚の故障のため出場辞退を余儀なくされる。その後もケガが回復しないため、2005年3月に所属先のグローバリーを退社、現役を引退した。引退後は、現シスメックス監督の藤田信之が主催する、「F・R・A 藤田ランニングアカデミー」のアドバイザリースタッフとして活動中である。